# Cyclodictyon subbrevifolium
Cyclodictyon subbrevifolium är en bladmossart som beskrevs av Brotherus 1912. Cyclodictyon subbrevifolium ingår i släktet Cyclodictyon och familjen Hookeriaceae. Inga underarter finns listade i Catalogue of Life.